# Erik Palmer-Brown
Erik Ross Palmer-Brown (Napoleon, 25 aprile 1997) è un calciatore statunitense, difensore del Panathīnaïkos.

## Carriera
Cresciuto nelle giovanili del Sporting Kansas City, a 16 anni ha esordito tra i professionisti nella Major League Soccer. Nel gennaio 2014 lo Sporting Kansas City rifiutò un'offerta di 1 milione di euro da parte della Juventus per il cartellino del calciatore.
Dopo vari prestiti, nel 2017 si è trasferito al Manchester City, senza giocare alcuna partita ufficiale. A fine agosto 2021 viene ceduto in prestito per un anno al Troyes, prestito poi trasformato in passaggio definitivo nel febbraio 2022.

## Palmarès

### Club

#### Competizioni nazionali
- U.S. Open Cup: 1

Sporting Kansas City: 2017
- Coppa di Grecia: 1

Panathinaikos: 2023-2024